# Liangzi Hu
Liangzi Hu är en sjö i Kina. Den ligger i provinsen Hubei, i den centrala delen av landet, omkring 44 kilometer sydost om provinshuvudstaden Wuhan. Liangzi Hu ligger 16 meter över havet. Arean är 304 kvadratkilometer. Trakten runt Liangzi Hu består till största delen av jordbruksmark. Den sträcker sig 32,7 kilometer i nord-sydlig riktning, och 28,1 kilometer i öst-västlig riktning.
Genomsnittlig årsnederbörd är 1 805 millimeter. Den regnigaste månaden är maj, med i genomsnitt 269 mm nederbörd, och den torraste är december, med 35 mm nederbörd.